# Malcus similis
Malcus similis är en insektsart som beskrevs av Stys 1967. Malcus similis ingår i släktet Malcus och familjen Malcidae. Inga underarter finns listade i Catalogue of Life.